# Елоим Пранди
Елохим Пранди (фр. Elohim Prandi; Истр, 24. август 1998) француски је рукометаш и репрезентативац који тренутно игра за француског прволигаша Париз Сен Жермен на позицији левог бека.
Професионалну каријеру започео је у Иврију, одакле је 2017. године прешао у Ним. Од 2020. наступа за Париз Сен Жермен.
За сениорску репрезентацију Француске дебитовао је 2019. године са којом је освојио злато на Европском првенству 2024. и сребро на Светском првенству 2023.